# Gli eroi del West
Gli eroi del West ist eine im deutschen Sprachraum nicht aufgeführte Western-Parodie unter der Regie von Steno, die 1963 entstand.

## Handlung
Die zwei tollpatschigen Banditen Mike und Colorado schlagen sich mit Postkutschenüberfällen durchs Leben. Als sie gefasst werden, bewahrt sie der Bürgermeister des Städtchens vor dem Hängen. Er lässt sie als angebliche Erben einer Goldmine das Vertrauen einer Familie erschleichen, um selbst in den Besitz des wertvollen Landes zu kommen. Mike und Colorado helfen jedoch ihrer angeblichen Familie, mit dem Sheriff, anderen Gangstern, Indianerangriffen und Mordanschlägen zurechtzukommen. Beide werden ihre „Schwestern“ auch privat weiterhin sehen.

## Kritik
„Der Film stellt eine nicht allzu anspruchsvolle Groteskkomödie als Western-Parodie mit einigen ganz humorvollen Witzeleien dar und ist insgesamt nicht allzu schwach.“, urteilten „Segnalazioni Cinematografiche“.

## Bemerkungen
Es gibt zwei Filmlieder; „La ballata del West“ wird von Alessandro Alessandroni, „La ragazza del saloon“ von Nora Orlandi interpretiert. Der Soundtrack erschien im Mai 2012 bei GDM; neben Alessandroni an der Gitarre spielt Franco De Gemeni die Solo-Mundharmonika. Enthalten ist auch das von den Hauptdarstellern Chiari und Vianello gesungene „Gli eroi della parateria“.